# Periplaneta ceylonica
Periplaneta ceylonica är en kackerlacksart som beskrevs av Heinrich Hugo Karny 1908. Periplaneta ceylonica ingår i släktet Periplaneta och familjen storkackerlackor. Inga underarter finns listade i Catalogue of Life.